# Palm Shores
Palm Shores és una població dels Estats Units a l'estat de Florida. Segons el cens del 2000 tenia 794 habitants.

## Demografia
Segons el cens del 2000, Palm Shores tenia 794 habitants, 328 habitatges, i 224 famílies. La densitat de població era de 625,6 habitants/km².
Dels 328 habitatges en un 29% hi vivien nens de menys de 18 anys, en un 59,8% hi vivien parelles casades, en un 6,4% dones solteres, i en un 31,7% no eren unitats familiars. En el 26,5% dels habitatges hi vivien persones soles el 10,1% de les quals corresponia a persones de 65 anys o més que vivien soles. El nombre mitjà de persones vivint en cada habitatge era de 2,42 i el nombre mitjà de persones que vivien en cada família era de 2,96.
Per edats la població es repartia de la següent manera: un 22% tenia menys de 18 anys, un 5,4% entre 18 i 24, un 26,7% entre 25 i 44, un 29,7% de 45 a 60 i un 16,1% 65 anys o més.
L'edat mediana era de 43 anys. Per cada 100 dones de 18 o més anys hi havia 98,4 homes.
La renda mediana per habitatge era de 47.500 $ i la renda mediana per família de 63.333 $. Els homes tenien una renda mediana de 38.194 $ mentre que les dones 26.000 $. La renda per capita de la població era de 22.390 $. Entorn del 5,7% de les famílies i el 9,3% de la població estaven per davall del llindar de pobresa.

## Poblacions més properes
El següent diagrama mostra les poblacions més properes.